# Garash (pastís)
El pastís garash és un tipus de pastís de xocolata molt popular en la gastronomia de Bulgària. El nom probablement prové de l'idioma hongarès. Al seu país d'origen es troba comunament en pastisseries i restaurants, en anys recents es torna popular en restaurants occidentals pel seu gust delicat. És considerada la versió búlgara de la Sachertorte, feta amb ous, nous i xocolata.